# Gerhard Knabe
Gerhard Knabe (* 10. Juli 1924 in Arnstadt) ist ein deutscher ehemaliger Gewerkschafter und Politiker (SED) in der DDR. Er war Vorsitzender des Bezirksvorstandes Suhl des Freien Deutschen Gewerkschaftsbundes (FDGB).

## Leben
Knabe erlernte nach dem Besuch der Volksschule den Beruf des Werkzeugmachers und arbeitete in diesem Beruf. Als 18-Jähriger wurde er am 1. September 1942 Mitglied der NSDAP, er war Angehöriger der Ortsgruppe Arnstadt (Gau Thüringen).
Nach Kriegsende 1945 war er in verschiedenen Funktionen des FDGB tätig. 1946 trat er der SED bei. 1953/54 fungierte Knabe als Vorsitzender des Bezirksvorstandes Suhl des FDGB, zeitweise war er Mitglied der SED-Bezirksleitung Suhl und Kandidat des Büros ebendort.  
Anschließend war er Mitarbeiter, ab 1959 Leiter der Abteilung Organisation/Kader im FDGB-Bundesvorstand. Im Mai 1964 wurde er Sekretär der SED-Parteiorganisation im FDGB-Bundesvorstand, die 1971 in eine SED-Kreisleitung umgewandelt wurde. Bis 1989 wirkte er dann als Erster Sekretär der SED-Kreisleitung der Zentralen Organe der Gewerkschaften. Im Januar 1990 wurde ein Ausschlussverfahren durch den außerordentlichen FDGB-Kongress gegen ihn eingeleitet.

## Auszeichnungen
- Vaterländischer Verdienstorden in Silber (1979)